# Star Legend
Die Star Legend ist ein Kreuzfahrtschiff der Reederei Windstar Cruises. Es wurde im Jahr 1992 in Dienst gestellt und trug ursprünglich den Namen Royal Viking Queen.

## Geschichte
Das Schiff wurde am 26. April 1990 unter der Baunummer 1071 bei Schichau Seebeck in Bremerhaven auf Kiel gelegt und im Mai 1991 vom Stapel gelassen. Sie sollte ursprünglich für Seabourn Cruise Line in Fahrt kommen, was jedoch an den Kosten scheiterte. Deshalb übernahm die Royal Viking Line das Schiff am 29. Februar 1992 und setzte es für Kreuzfahrten in der Karibik ein.
Von 1995 an fuhr das Schiff für kurze Zeit unter dem Namen Queen Odyssey für die Royal Cruise Line, ehe es im Januar 1996 schließlich doch als Seabourn Legend an Seabourn Cruise Line verkauft wurde. 1997 erlangte das Schiff große Bekanntheit als Dreh- und Handlungsort des Actionfilms Speed 2 mit Sandra Bullock, Jason Patric und Willem Dafoe in den Hauptrollen.

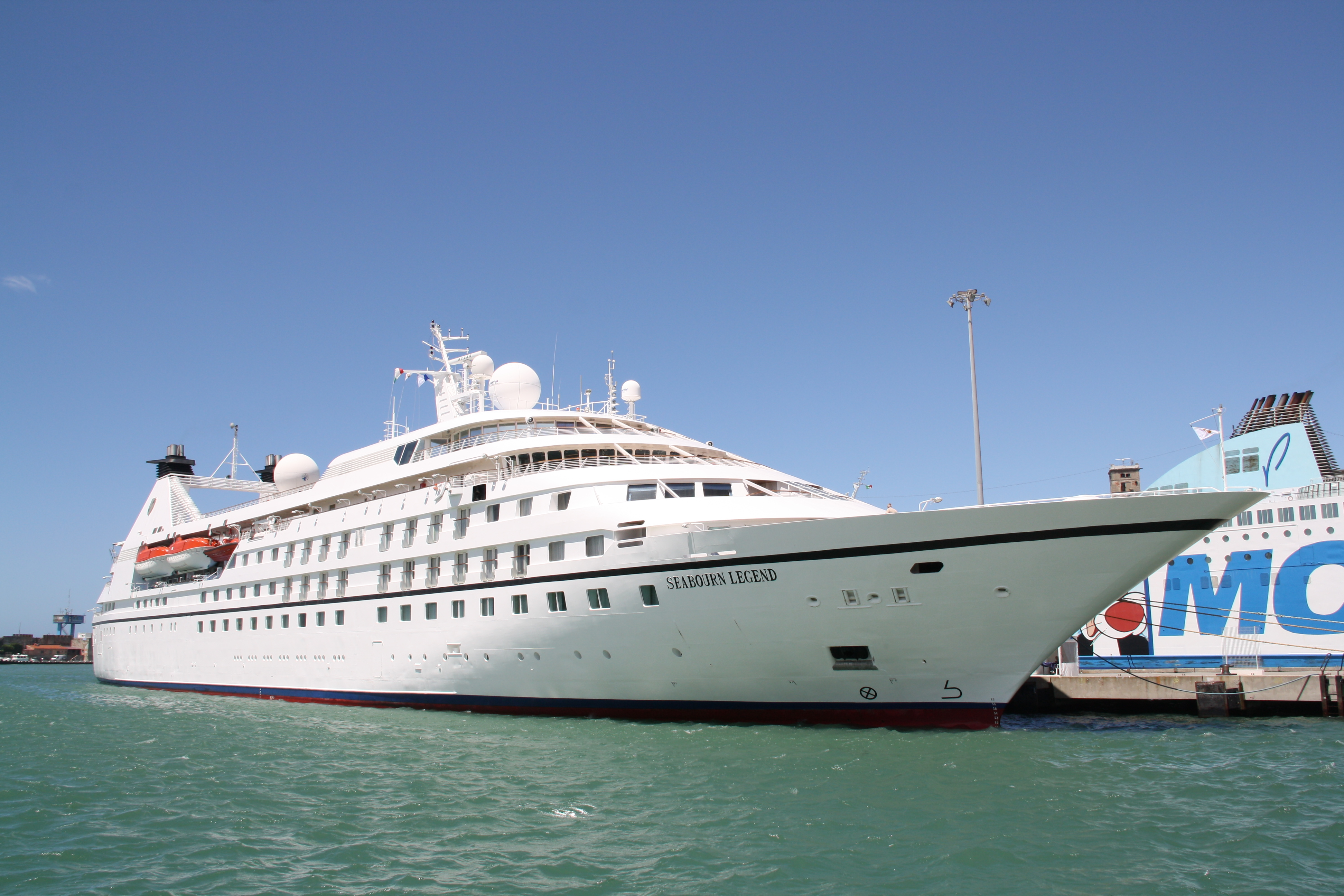
Das Schiff als Seabourn Legend (2013)

Nach fast zwanzig Jahren im Dienst für Seabourn wurde die Seabourn Legend wie auch ihre Schwesterschiffe Seabourn Pride und Seabourn Spirit 2013 an Windstar Cruises verkauft. Die Seabourn Legend wurde im Mai 2015 übergeben und in Star Legend umbenannt.
Im November 2018 schloss Windstar Cruises mit Fincantieri einen Vertrag zur Verlängerung aller Schwesterschiffe für 200 Millionen Euro zwischen Frühling 2019 und November 2020 auf der Werft in Palermo. Der Bau der neuen Mittelschiffsektion der Star Legend begann am 6. September 2019. Ab Mitte März 2020 wurde die Star Legend umgebaut. Zunächst sollte die Verlängerung Ende Juni 2020 abgeschlossen sein, aufgrund von Asbestfunden im Maschinenraum bei der Verlängerung des Schwesterschiffes Star Breeze sowie der COVID-19-Pandemie verzögerte sich die Fertigstellung jedoch mehrfach und wurde erst im Mai 2021 abgeschlossen.

## Technische Daten und Ausstattung

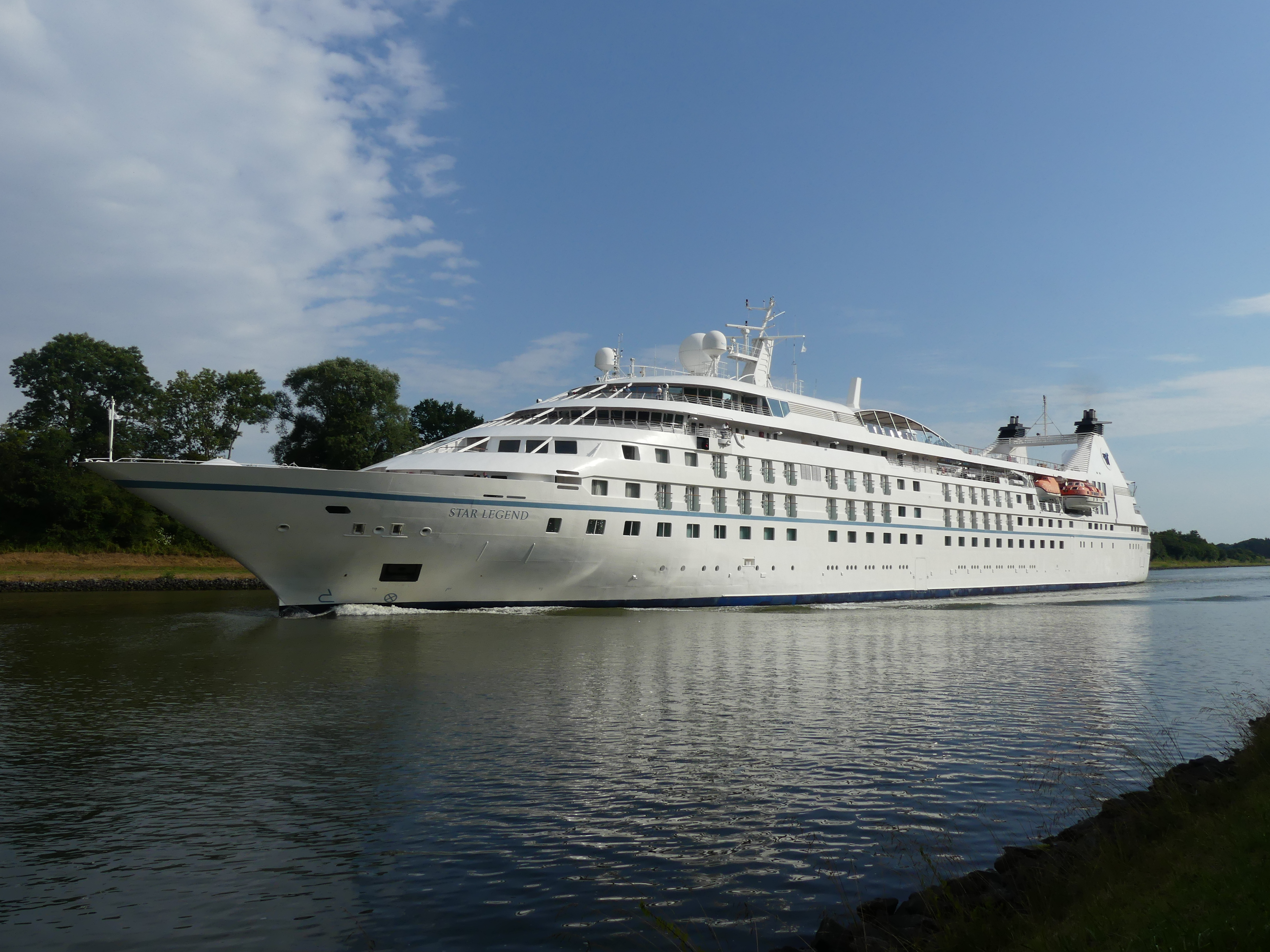
Nach der Verlängerung, 2022

Der Antrieb des Schiffes erfolgt durch vier Dieselmotoren des Herstellers Ulstein-Bergen mit insgesamt 7.304 kW Leistung. Zwei der Motoren sind Viertakt-Sechszylindermotoren, die anderen beiden Viertakt-Zwölfzylindermotoren.
Für die Stromerzeugung stehen drei Dieselgeneratoren, ein Dieselgenerator mit 960 kW Leistung (1.200 kVA Scheinleistung) sowie zwei Dieselgeneratoren mit 1.200 kW Leistung (1.500 kVA Scheinleistung) zur Verfügung. Weiterhin wurde ein Notgenerator mit 880 kW Leistung (Scheinleistung 1.100 kVA) verbaut.
Das Schiff verfügt über acht Decks, von denen sechs für Passagiere zugänglich sind. An Bord ist Platz für 212 Passagiere, die in 106 Kabinen untergebracht werden können.